# Ortholeptura obscura
Ortholeptura obscura là một loài bọ cánh cứng trong họ Cerambycidae.